# Bravinné
Bravinné (německy Brawin) je část obce Bílovec v okrese Nový Jičín v Moravskoslezském kraji. Bravinné je menší vesnice zhruba 3 km vzdálená od města Bílovec a 7 km od Fulneku. Nachází se v parku Oderské vrchy, naproti kopci Na Výšině (398 m n. m.). Leží na 49°45'15 severní šířky a 35°38' východní délky. Sama vesnice je na příkrém kopci. Zhruba 1/5 km a 5 km od Bílovce se nachází větrný, veřejnosti přístupný mlýn. Nachází se v něm mnoho strojů k mletí obilí.
Bravinné bylo vysazeno patrně počátkem 14. století , patřilo ke knížectví Opava, později ke korunní zemi slezské. V historických pramenech je ves Bravinné (Brafin) poprvé uváděna roku 1377, kdy náležela manovi Mikuláši Stošovi z Malenovic, jenž ve vsi vlastnil statek s názvem Brawe. Z Bravinného či Braviny pocházeli drobní vladykové, kteří byli odnoží dřívějších majitelů Stošů z Malenovic, resp. Kounic. Byla slovanského původu. Roku 1543 se stala součásti bíloveckého panství.

## Název
Jméno vesnice bylo označením "bravinného" místa, tedy takového, v němž byl chován brav.

## Pamětihodnosti
- Kostel Panny Marie z let 1887–89
- Pamětní deska padlým v 1. světové válce
- Památeční kříž z roku 1900
- Mateřská škola (bývalá základní škola) čp. 66

## Doprava
V obci je autobusová zastávka "Bílovec, Bravinné", jezdí zde autobusy 673 z Ostravy přes Bílovec do Březové a linka 691 z Bílovce do Oder.